# Автобусна аварія в Болгарії (2021)
Аварія автобуса в Болгарії — дорожньо-транспортна пригода, що трапилася на заході Болгарії в ніч проти 23 листопада 2021 року на трасі Софія — Благоєвград біля села Боснек, коли туристичний автобус, що їхав із Туреччини до Північної Македонії, загорівся, унаслідок чого загинуло 46 людей, серед яких 12 неповнолітніх, у тому числі 2 чотирирічні близнюки, а серед решти багато молодих людей у віці від 20 до 30 років. Загалом в автобусі перебували 52 людини. Цей нещасний випадок став найбільшою автобусною аварією в Європі за останні 10 років.

## Подробиці
Автобус був зареєстрований у Північній Македонії і належав туристичній фірмі Besa Trans, а більшість його пасажирів були туристами, що поверталися до столиці Скоп'є з турпоїздки вихідного дня до Стамбула.
Робочими версіями причин трагедії є помилка водія та технічна несправність. Потерпілий транспортний засіб урізався у відбійник і зніс його 50-метрову секцію, але не з'ясовано, чи це трапилося до чи після займання.
На думку представника Перницької обласної ради Васка Піргова, схоже на те, що водій їхав із неналежною швидкістю, яка становила понад 100 км/год, та помилився з вибором смуги в місці повороту. Версія, що водій заснув за кермом, малоймовірна, оскільки всього за 20 хвилин до інциденту автобус зупинявся на заправці. Дорожнє покриття було в гарному стані, автобус не ковзав. Аварія могла статися через наїзд на дорожній знак, який автобус зачепив переднім правим колесом так, що той відлетів на 45 м уперед. Після зіткнення зі знаком, імовірно, лопнуло колесо. Від тертя металу об метал утворилися іскри і автобус спалахнув. За 2-3 хвилини він вигорів. Пожежа почалася спереду, а, за даними поліції, у запасних шинах були каністри з олією. За словами Піргова, більшість загиблих, очевидно, задихнулися.
Міністр внутрішніх справ Болгарії Бойко Рашков заявив, що тіла жертв «повністю згоріли». Сімом пасажирам (п'ятьом чоловікам і двом жінкам) вдалося втекти через вікна, але вони одержали серйозні опіки. Всіх сімох було госпіталізовано у важкому стані, а один із тих, хто вижив, пізніше помер від отриманих травм. Більшість жертв, якщо не всі, були македонськими албанцями.

## Реакція на трагедію
Прем'єр-міністр Болгарії Стефан Янев описав аварію як трагедію, сказавши: «надіймося, що ми винесемо уроки з цього трагічного інциденту і зможемо запобігти подібним випадкам у майбутньому». Уряд оголосив середу днем жалоби як за жертвами аварії, так і за попередніми смертями внаслідок пожежі в будинку літніх людей у Рояку. Чимало політиків із різних країн висловили занепокоєння з приводу загибелі людей.
Уряд Північної Македонії оголосив триденну жалобу за жертвами автобусної аварії.